# Петрашунський цвинтар
Петрашу́нський цви́нтар (лит. Petrašiūnų kapinės) — центральний цвинтар м. Каунас у Литві, був закладений 1939 — 1940  рр. На ньому поховано багато видатних литовців.
Площа цвинтаря близько 9 га, знаходиться у центральній частині міста біля вул. Гімбутене.

## Відомі похованя

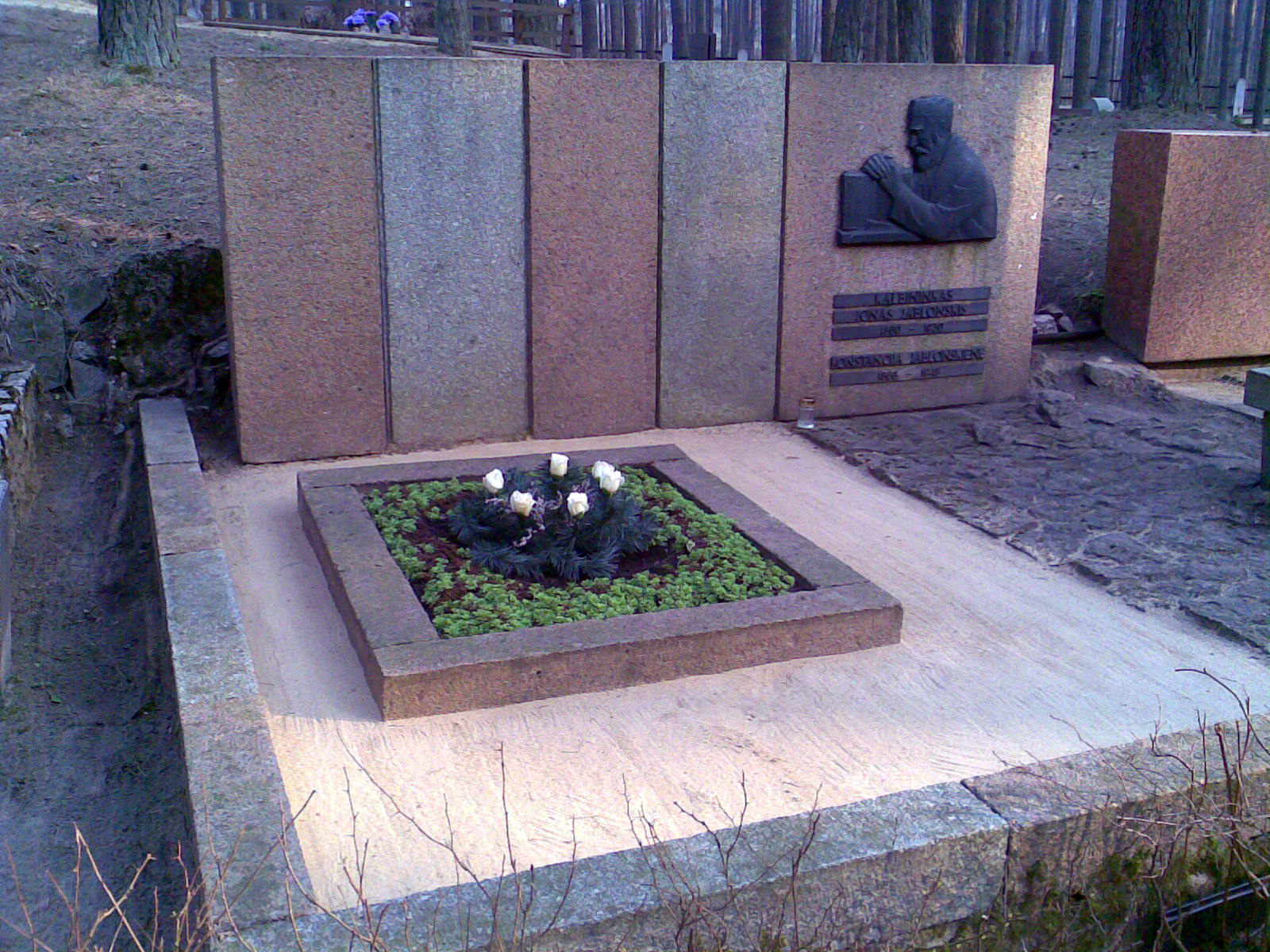
Могила Йонаса Яблонскіса

- Ляонас Бістрас — політик, литовський прем'єр-міністр.
- Марія Ґімбутас — археолог та етнограф, доктор історичних наук.
- Казис Лозорайтіс — дипломат, посол Литви при Апостольській столиці.
- Альґімантас Масюліс — актор, народний артист Литви.
- Саломея Неріс — поетеса, Народна поетеса Литовської РСР.
- Стасіс Раштікіс — литовський військовий діяч, генерал.
- Міколас Сляжявічус — політик, литовський прем'єр-міністр.
- Юозас Урбшис — литовський політик, дипломат, міністр закордонних справ.
- Йонас Яблонскіс (1860—1930) — литовський мовознавець, творець сучасної литовської мови.